# Zimmermannshose

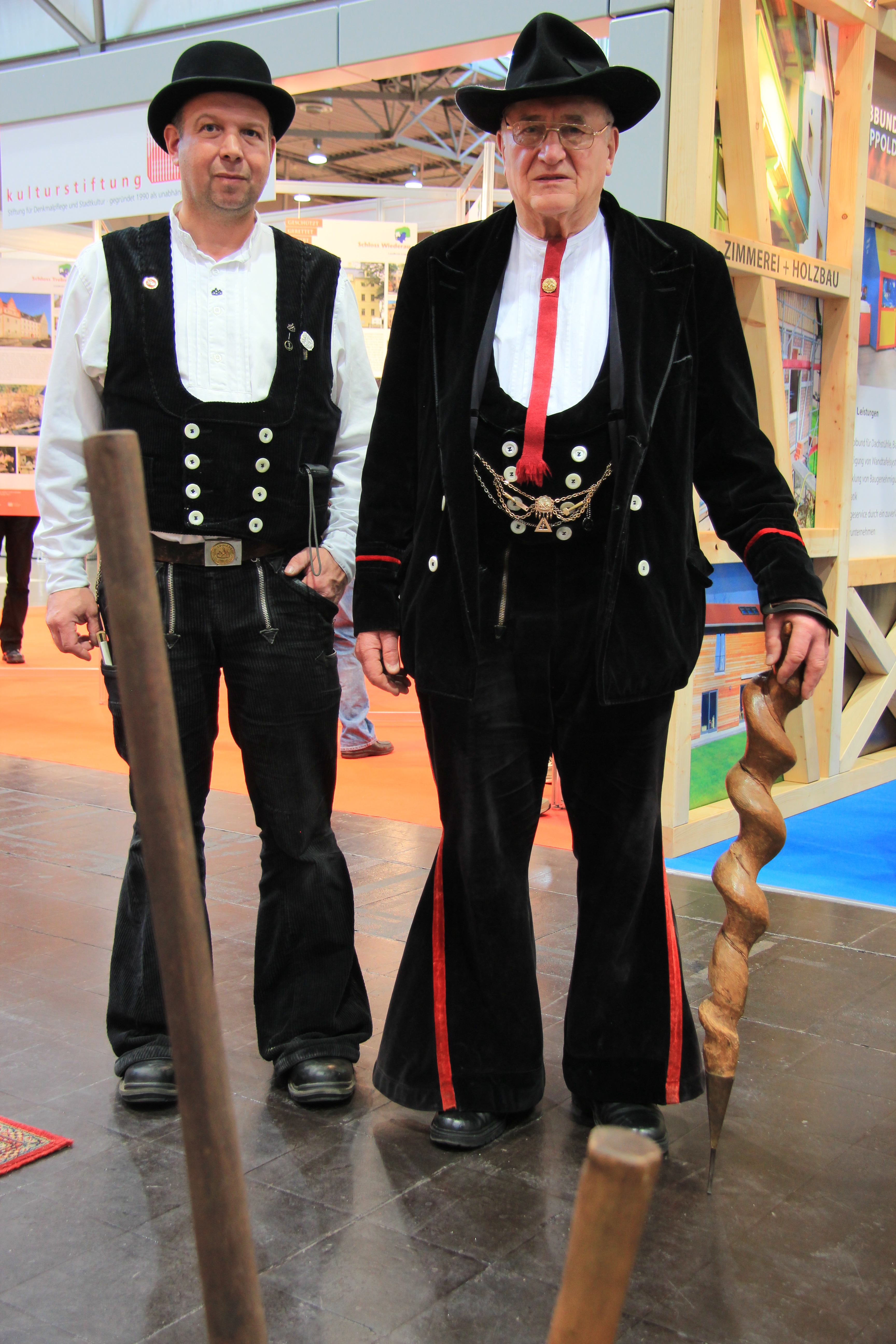
Zimmerleute in Traditionstracht

Die Zimmermannshose ist in Deutschland Teil der traditionellen Zunftkleidung der Zimmerer, Dachdecker und Tischler. Sie entstand aus den Erfordernissen, in der Höhe des Daches alle Werkzeuge und Kleinmaterial in Reichweite zu haben, als auch aus der Tradition der Zunft.

## Beschreibung
Die Zimmermannshose, traditionell aus Leder und oftmals verziert, später aus schwarzer Baumwolle oder Mischgewebe (Cord), ist erkennbar an den beiden Reißverschlüssen am Hosenlatz. Sie verfügt über eine Verstärkung im Kniebereich, um das Knien an den Dachsparren und -latten zu erleichtern sowie mehrere Taschen (zum Beispiel zusätzliche Schenkeltaschen) und (Ketten-)Schlaufen zum Einhängen von Werkzeugen wie dem Zimmermannshammer. Zur Zimmermannskluft gehören weiter eine schwarze Weste mit doppelter Knopfreihe und bei der Arbeit ein Gürtel mit kleinen Materialbeuteln (im Schreinerbereich eher als Schürze).